# Мехелен (окръг)
Мехелен (на нидерландски: Mechelen) е окръг в Северна Белгия, провинция Антверпен. Площта му е 510 km², а населението – 342 945 души (по приблизителна оценка от януари 2018 г.). Административен център е град Мехелен.